# Vacuolizzazione
Il termine vacuolizzazione indica la formazione di vacuoli (piccole cavità) all'interno del citoplasma cellulare. Questa formazione può comparire in condizioni fisiologiche o patologiche, e può provocare un aspetto spugnoso e ricco di piccole cavità vuote.
Con lo stesso termine si indica anche la formazione di vacuoli in una generica sostanza densa o compatta.

## In medicina
La vacuolizzazione del citoplasma presenta dei vacuoli all'interno della materia citoplasmatica, ove vi è totale assenza di lipidi, mucopolisaccaridi e glicogeno. Si distingue in primaria e secondaria.

### Vacuolizzazione primaria
I vacuoli sono ben riconoscibili e delineati, possono assumere un aspetto spugnoso ma senza modificare la struttura del citoplasma e del nucleo cellulare.

### Vacuolizzazione secondaria
Quando i vacuoli sono molto numerosi possono portare la cellula alla degenerazione schiumosa (trasformazione schiumosa), che porta alla distruzione delle strutture colpite della cellula ed uno spostamento del nucleo cellulare verso l'esterno.